# Musique créole
Pour les articles homonymes, voir Créole (homonymie) et Música criolla.
Sous-genres
Juré, la la, zydeco, chanson d'art
Le terme de musique créole est utilisé pour désigner deux traditions musicales distinctes : les chansons d'art adaptées de la musique vernaculaire du XIXe siècle ou les traditions vernaculaires des créoles de Louisiane, qui ont perduré sous forme de la la et de zydeco aux XXe et XXIe siècles, tout en influençant la musique cadienne. 

## Histoire
En 1803, les États-Unis achètent à la France le territoire de la Louisiane, y compris La Nouvelle-Orléans. En 1809 et 1810, plus de 10 000 réfugiés des Antilles arrivent à La Nouvelle-Orléans, la plupart originaires d'Haïti, pays francophone. Parmi eux, environ 3 000 étaient des esclaves affranchis.
Les chansons folkloriques créoles sont nées dans les plantations des colons français et espagnols de Louisiane. Les caractéristiques de la musique comprennent des rythmes syncopés d'origine africaine, l'accent habanera de l'Espagne et le quadrille de la France.
La place Congo était au cœur des activités musicales créoles. L'article de 1886 de George Washington Cable, souvent cité, en donne la description suivante : « Le fracas des tambours africains et le souffle des énormes cornes en bois appellent au rassemblement... Les tambours étaient très longs, creusés, souvent dans un seul morceau de bois, ouverts à une extrémité et recouverts d'une peau de mouton ou de chèvre tendue à l'autre... Le plus petit tambour était souvent fabriqué à partir d'un ou deux morceaux de très gros bambou... et l'on dit que c'est là l'origine de son nom ; car on l'appelait la bamboula. »